# Copris simplex
Copris simplex är en skalbaggsart som beskrevs av Edgar von Harold 1869. Copris simplex ingår i släktet Copris och familjen bladhorningar. Inga underarter finns listade i Catalogue of Life.